# 柘植芳文
柘植 芳文（つげ よしふみ、1945年〈昭和20年〉10月11日 - ）は、日本の政治家。
参議院議員（2期）、参議院厚生労働委員長、参議院環境委員長、参議院内閣委員長、全国郵便局長会会長、総務副大臣、外務副大臣を歴任した。

## 経歴
岐阜県恵那市生まれ。現住所は愛知県名古屋市守山区四軒家。名古屋森孝郵便局局長。2005年（平成17年）6月29日に日本郵政公社で開催された第1回「手紙ルネッサンス会議」で座長を務め、2009年（平成21年）に全国郵便局長会会長へ就任。郵便局長会など郵政関係者の支援を受け、2013年（平成25年）7月21日の第23回参議院議員通常選挙に自由民主党公認で比例区に出馬し、429,002票を得て初当選。自民党内では比例で1位での当選であった。
2019年の任期満了時点で73歳であり、70歳定年制の党の規約があるにもかかわらず、他の6人と一緒に第25回参議院議員通常選挙で特例公認された。比例区に立候補し、7月21日の投開票の結果600,189票を得て再選。自民党内では特定枠を除けば前回に引き続き比例で1位での当選であり、比例区の全当選者の中でも最多の得票であった。

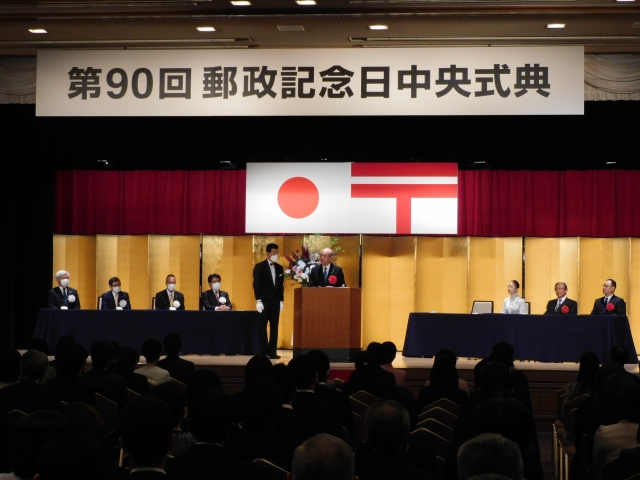
第90回郵政記念日中央式典（2023年4月20日）。中央が柘植。

2023年12月14日、自民党5派閥の政治資金パーティーをめぐる裏金問題で、岸田文雄首相は清和政策研究会（安倍派）の閣僚4人と副大臣5人を事実上更迭。柘植は堀井巌の後任として、外務副大臣に就任した。
2024年5月19日に全国郵便局長会は柘植の後継の組織内候補として、総務省前サイバーセキュリティ・情報化審議官の犬童周作を次期（第27回）参院選比例区への擁立を正式に決定した。柘植は次期参院選には立候補せず引退となる見通し。
2025年1月24日に参議院厚生労働委員長に選出された。

## 政策
- 2013年までは選択的夫婦別姓制度導入に反対[12][13]としていたが、2019年の調査では、「どちらかと言えば賛成」としている[14]
- 日本国憲法第9条・96条の改正に賛成[15]。
- 集団的自衛権を認めるべき[15]。
- 日本の核武装について、将来にわたって検討すべきでない[15]。
- 首相や閣僚は靖国神社に、参拝すべきでない[15]。
- 村山談話・河野談話を見直すべきでない[15]。
- 労働市場の規制緩和を進め、企業側が金銭を払えば解雇しやすくすることに反対[15]。
- 日本の原発について、当面は必要だが、将来は廃止すべきだ[15]。
- 外国への原発の輸出を進めるべきでない[15]。

## 来歴
- 1967年（昭和42年） - 名古屋瀬古郵便局に採用
- 1967年（昭和42年）3月 - 愛知大学法経学部法学科卒業
- 1977年（昭和52年） - 名古屋森孝郵便局長
- 2007年（平成19年）3月 - 東海地方郵便局長会会長
- 2007年（平成19年）5月 - 全国特定郵便局長会副会長
- 2009年（平成21年）5月 - 全国郵便局長会会長
- 2012年（平成24年）5月 - 全国郵便局長会顧問
- 2013年（平成25年）7月 - 第23回参議院議員通常選挙で自由民主党から比例区で出馬し、約43万票を集め党内1位で初当選。
- 2019年（令和元年）7月21日 - 第25回参議院議員通常選挙で自由民主党から比例区で出馬し、約60万票を集め党内1位（特定枠を除く）で2回目の当選。

## 公職
- 全国郵便局長会顧問
- 郵政政策研究会会長
- 日本防災士機構評議員

## 選挙歴
| 当落 | 選挙                     | 執行日         | 年齢 | 選挙区       | 政党       | 得票数     | 得票率 | 定数 | 得票順位 /候補者数 | 政党内比例順位 /政党当選者数 |
| ---- | ------------------------ | -------------- | ---- | ------------ | ---------- | ---------- | ------ | ---- | ------------------ | ---------------------------- |
| 当   | 第23回参議院議員通常選挙 | 2013年07月21日 | 67   | 参議院比例区 | 自由民主党 | 42万9002票 | 2.32%  | 48   | 1/29               | 1/18                         |
| 当   | 第25回参議院議員通常選挙 | 2019年07月21日 | 73   | 参議院比例区 | 自由民主党 | 60万189票  | 3.38%  | 50   | 1/33               | 1/19                         |